# Сатору Нода
Сатору Нода (јап. 野田 知; 19. март 1969) јапански је фудбалер.

## Каријера
Током каријере играо је за Јокохама Маринос и Ависпа Фукуока и многе друге клубове.

## Репрезентација
Са репрезентацијом Јапана наступао је на азијска купа 1988.